# Зимняя Ставка
Зи́мняя Ста́вка — посёлок в Нефтекумском городском округе Ставропольского края России.

## География
Расстояние до краевого центра: 265 км.
Расстояние до районного центра: 33 км.

## История
Населённый пункт образован в 1954 году. Своим наименованием «обязан старому туркменскому поселению с одноименным названием — Зимней Ставкой называлось место пребывания трухменского пристава на зимних кочевьях»:496.

Для управления туркменским народом в 1854 году была учреждена Летняя Ставка в урочище Красные Копани, служившая резиденцией туркменского пристава, а в 1860 году — Зимняя Ставка в урочище Джелань, где размещался помощник пристава.— «Административно-территориальное устройство Ставрополья с конца XVIII века по 1920 год : справочник»:464
Первыми жителями посёлка стали разведчики и бурильщики Грознефтгазразведки. В 1950—1960-х годах здесь были построены жилые дома, школа, детский сад-ясли, библиотека.
На 1 марта 1966 года посёлок Зимняя Ставка находился в подчинении Затеречного поселкового совета:28.
До 1 мая 2017 года посёлок был административным центром упразднённого Зимнеставочного сельсовета.

## Население
| 1989 | 2002  | 2010  | 2014  | 2023  |
| ---- | ----- | ----- | ----- | ----- |
| 1268 | ↘1136 | ↘1071 | ↘1000 | ↗1200 |

По данным переписи 2002 года в национальной структуре населения русские составляли 62 %.

## Инфраструктура
- Дом культуры[12]. Открыт 1 мая 1959 года[13]
- Сельская библиотека. Открыт 25 ноября 1955 года[14]
- В двух километрах от села расположена центральная перекачивающая станция «Зимняя ставка» ООО «РН-Ставропольнефтегаз»[15]

## Образование
- Детский сад № 10 «Солнышко»[16]
- Средняя общеобразовательная школа № 8[17]. Открыт 25 августа 1975 года[14]

## Памятники
- Памятник связному партизанского отряда И. В. Макаровичу, погибшему в 1942 году. 1967 год[18]

## Кладбище
В 600 м на северо-восток от пересечения улиц Горького и Объздной расположено общественное открытое кладбище площадью 13 231 м².